# 竹虎
竹虎（たけとら、登記社名: 株式会社山岸竹材店）は、高知県須崎市安和で、日本唯一の虎斑竹をはじめ竹細工、竹製品、竹炭などを製造または販売する会社である。

## 概要
竹虎は、創業明治27年（1894年）、日本唯一の虎斑竹（とらふだけ）を中心に製造する老舗の竹屋である。
この虎竹の里から豊かな「竹のある暮らし」を情報発信したいという思いから竹細工、竹かご、ざる、竹箸、竹皮草履、竹鬼おろし、竹弁当箱、竹家具から竹炭、竹酢液、炭石鹸、炭シャンプー、竹和紙、竹布まで竹にこだわる竹細工、竹製品を販売する。
工場に隣接した本店の他、インターネットによる通信販売事業も展開する。

## 沿革
- 1894年 - 大阪天王寺にて創業
- 1951年 - 株式会社山岸竹材店設立（高知県須崎市安和）
- 1997年 - インターネット店開設
- 2003年 - 「All About Japan」スーパーおすすめメールマガジン2003受賞
- 2003年 - 第7回日本OLS最優秀中規模サイト賞
- 2005年 - 第9回日本OLS選考委員特別賞
- 2006年 - WEB1グランプリ2006アイル賞
- 2006年 - 新日本様式100選
- 2007年 - ベストECショップ大賞2007準大賞
- 2008年 - ユニクロ×竹虎コラボＴシャツ
- 2009年 - IT経営実践企業認定
- 2009年 - イーコマース事業協会エビス大賞2009大賞
- 2010年 - OSMC最優秀実践者賞受賞